# دشت زرآباد
زرآباد، استان سیستان و بلوچستان دشتی در جنوب رودخانه رابچ و در انتهای باغات موزی که مملو از درختان وحشی کلیر می باشد. درختی که برگ ندارد اما گلهایی سرخ و زیبا دارد. جهت تکثیر از طریق دانه (که شبیه گیلاس است) توجه کنید که عمر دانه ها کم است و باید سریع کاشته شود. این درخت قابلیت هرس دارد و شکل آن کاملا کروی می شود و در هنگام گل دهی ، کاملا سرخ و زیباست. 